# 三角形冷水花
三角形冷水花（学名：Pilea swinglei）是荨麻科冷水花属的植物，是中国的特有植物。分布于中国大陆的湖北、广东、湖南、安徽、江西、浙江、贵州、福建、广西等地，生长于海拔400米至1,500米的地区，多生长在山谷溪边和石上阴湿处，目前尚未由人工引种栽培。

## 别名
玻璃草（浙江）